# 15278 Pâquet
15278 Pâquet eller 1991 PG7 är en asteroid i huvudbältet som upptäcktes den 6 augusti 1991 av den belgiske astronomen Eric W. Elst vid La Silla-observatoriet. Den är uppkallad efter Paul Pâquet.
Asteroiden har en diameter på ungefär 25 kilometer och den tillhör asteroidgruppen Hilda.